# Hans Ditlev Franciscus von Linstow

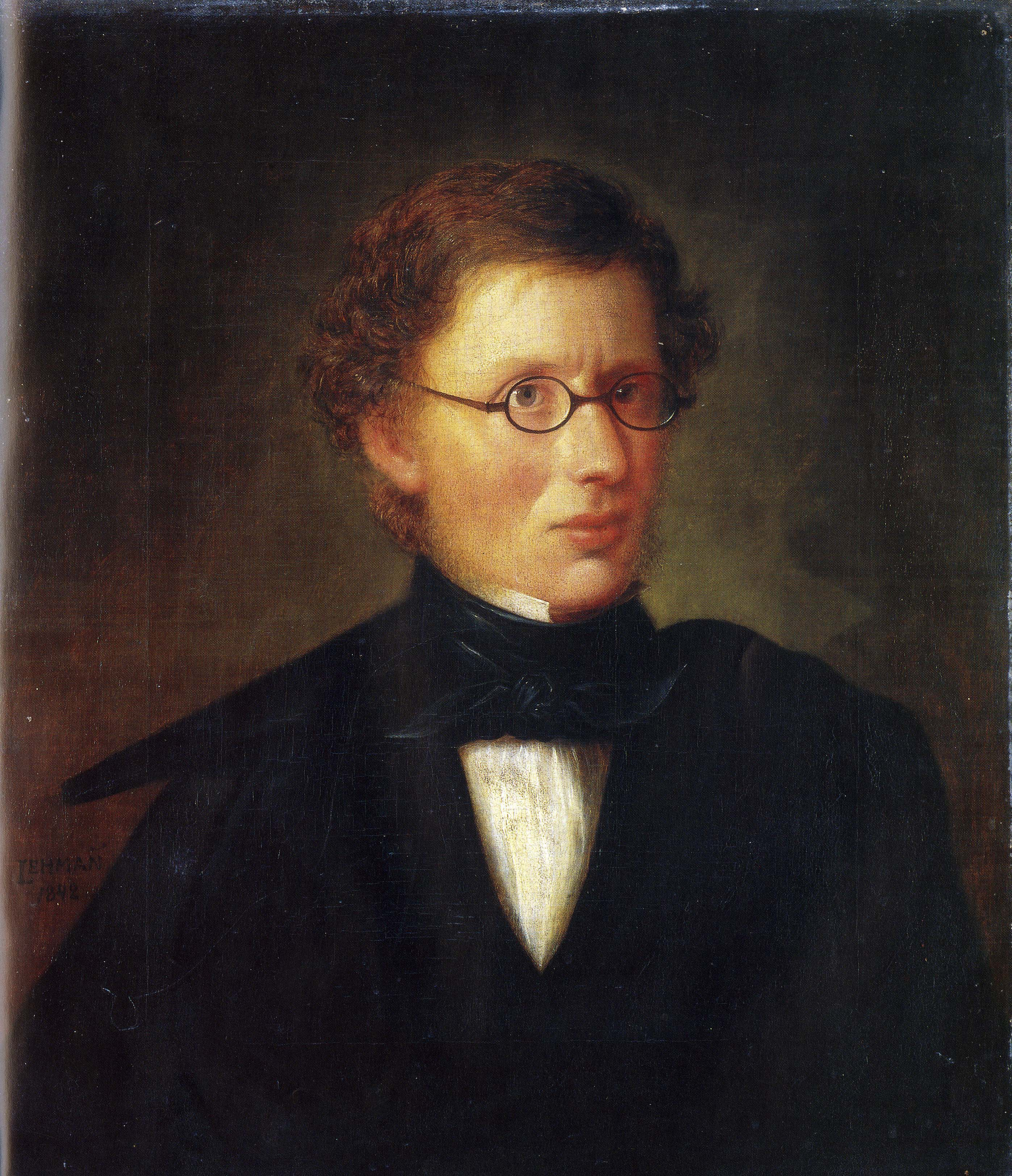
Porträt Linstows von Carl Peter Lehmann, 1842

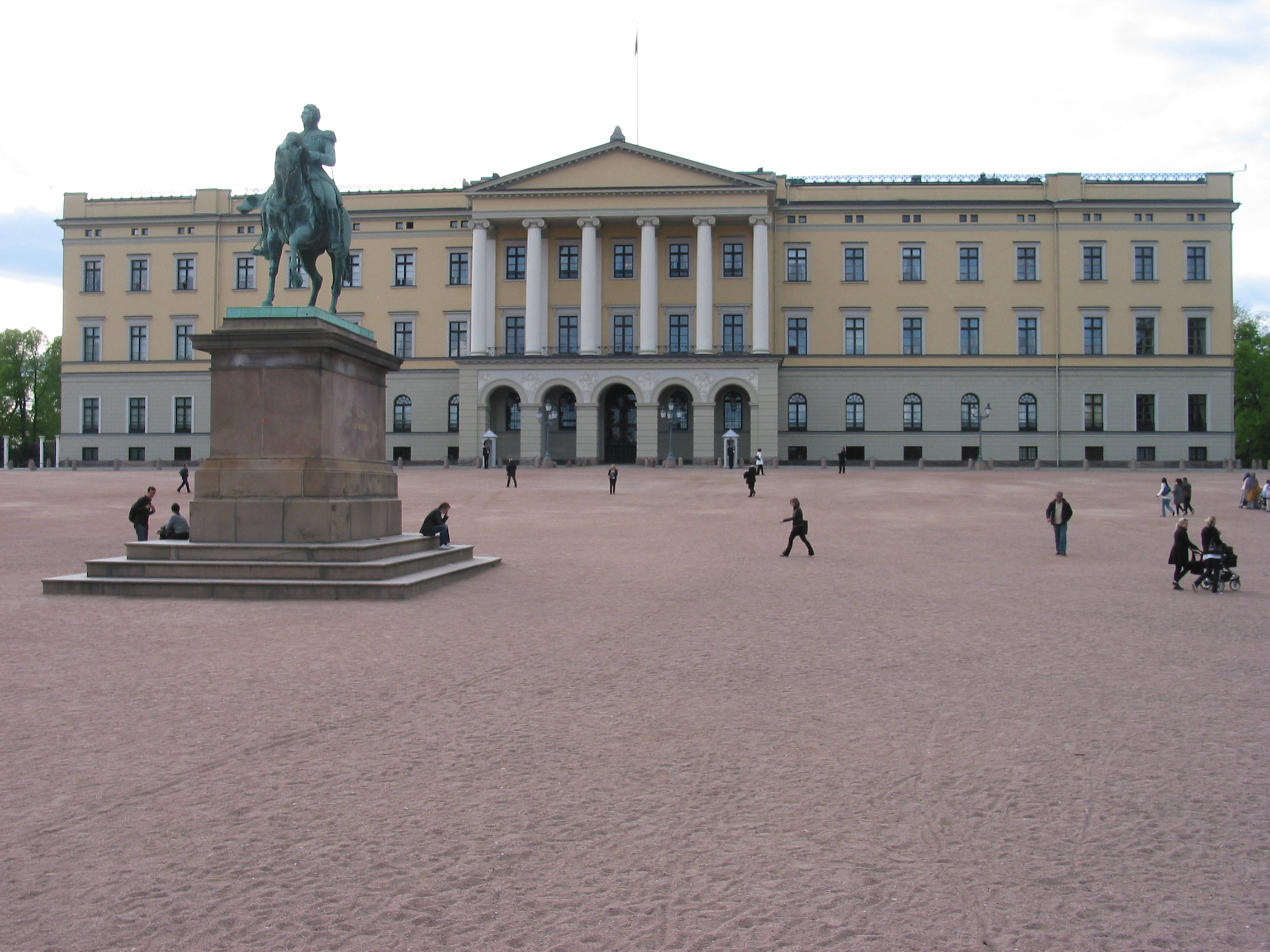
Norwegischer Königspalast (Frontansicht)

Hans Ditlev Franciscus (Frants) von Linstow (* 4. Mai 1787 in Hørsholm; † 10. Juni 1851 in Christiania) war ein in Dänemark geborener norwegischer Architekt, der vielfach als erster norwegischer Architekt bezeichnet wird. Seine bekanntesten Werke sind das Königliche Schloss Oslo, wesentliche Teile des umgebenden Parks und die Karl Johans gate.

## Frühe Jahre
Hans Ditlev Franciscus von Linstow wurde in Nord-Sjælland in Dänemark geboren. Seine Eltern waren Hartvig Christoph von Linstow (1740–1823) und Charlotta Benedicta Eleonora von der Lühe (1753–1837) und wuchs im nordsjællandischen Schloss Hirschholm (Hirschholm Slot) auf. Er war damit Spross des alten mecklenburgischen, nun in Dänemark ansässigen Adelsgeschlechts Linstow. 1805 immatrikulierte er sich an der Universität Kopenhagen und erwarb 1812 ein Abschluss in Rechtswissenschaften. Während seines Rechtsstudiums widmete er sich gleichzeitig einem Studium der Malerei und Zeichnerei an der Kunstakademie Kopenhagen.

## Karriere
Nachdem er 1812 seine Studien beendet hatte, ging Linstow in das norwegische Kongsberg, das damals zu Dänemark gehörte und studierte bis 1814 an der sogenannten Bergakademiet, an der Militäringenieure ausgebildet wurden. Diese Studien brachte er zu keinem Abschluss, studierte aber gleichzeitig Architektur. 1814 arbeitete am königlich-dänischen Gericht, kehrte aber nach dem Auseinanderbrechen der Personalunion im selben Jahr nach Norwegen zurück und arbeitete von 1815 bis 1820 dort als Militäranwalt bei der Kavallerie. 1818 war er einer der Mitbegründer der Norwegischen Nationalen Akademie für Handwerks- und Kunstindustrie in Christiania. Dort unterrichtete er bis zu seinem Abschied 1840 zunächst Putze, später Bauausführung.
1823 wurde ihm der Auftrag erteilt, einen Entwurf für das neue Königliche Schloss (Det Kongelige Slott) in Christiania und den umgebenden Park mit dem Wachhaus zu entwerfen. Ebenfalls war er seinem Freund Henrik Arnold Wergeland beim Bau seines neuen Hauses Grotto im Randbezirk des Parks behilflich. Diese beiden Bauten geben Beispiel für den frühen Gebrauch des Schweizerstils in seinen Entwürfen.
Da der Königliche Palast außerhalb der Innenstadt errichtet worden war, legte Linstow 1838 einen Plan über eine Prachtstraße vor, über die der Palast mit der Stadt verbunden werden konnte. Der Großteil seines Plans wurde verwirklicht und ist heute der Hauptboulevard Oslos und Touristenmagnet Karl Johans gate. Von 1828 bis 1835 arbeitete Linstow an einer Reihe von Standardentwürfen für norwegische Kirchen. Um die 70 verschiedene Kirchen wurden in ganz Norwegen nach diesen Plänen errichtet.

## Ehrungen
1885 wurde eine Straße in Christiania, die Linstows gate, nach ihm benannt.

## Werke (Auswahl)
- Grue Kirche in Solør, 1823–28
- Königliches Schloss in Oslo, 1823–48
- Atrå Kirche in Tinn, 1828–36
- Flekkefjord Kirche in Vest-Agder, 1831–33
- Kvinesdal Kirche in Vest-Agder, 1835–37
- Vikøy Kirche, Kvam in Hardanger, 1838
- Lyngdal Pfarrhaus in Vest-Agder, 1838

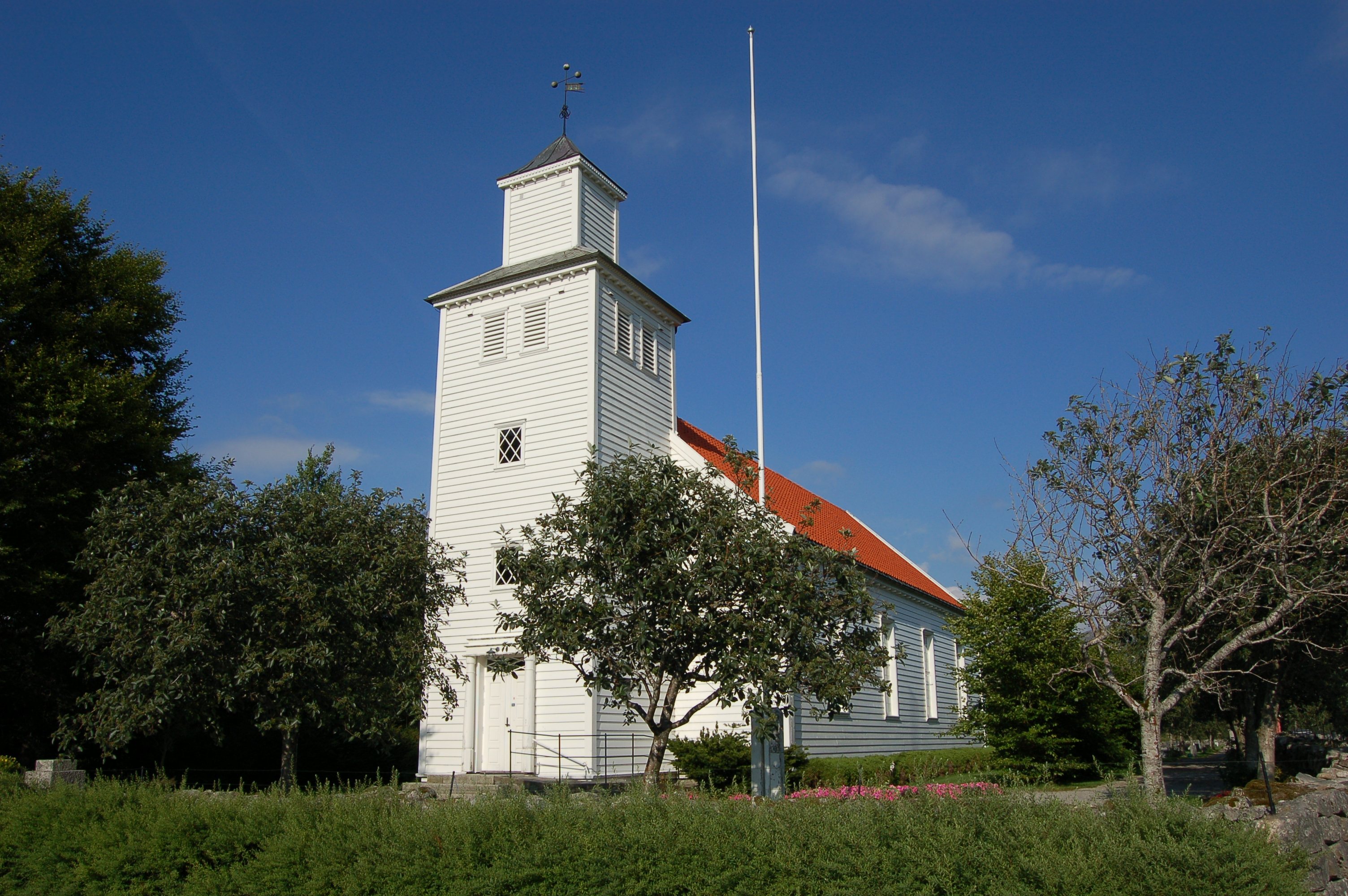
Gjesdal Kirche
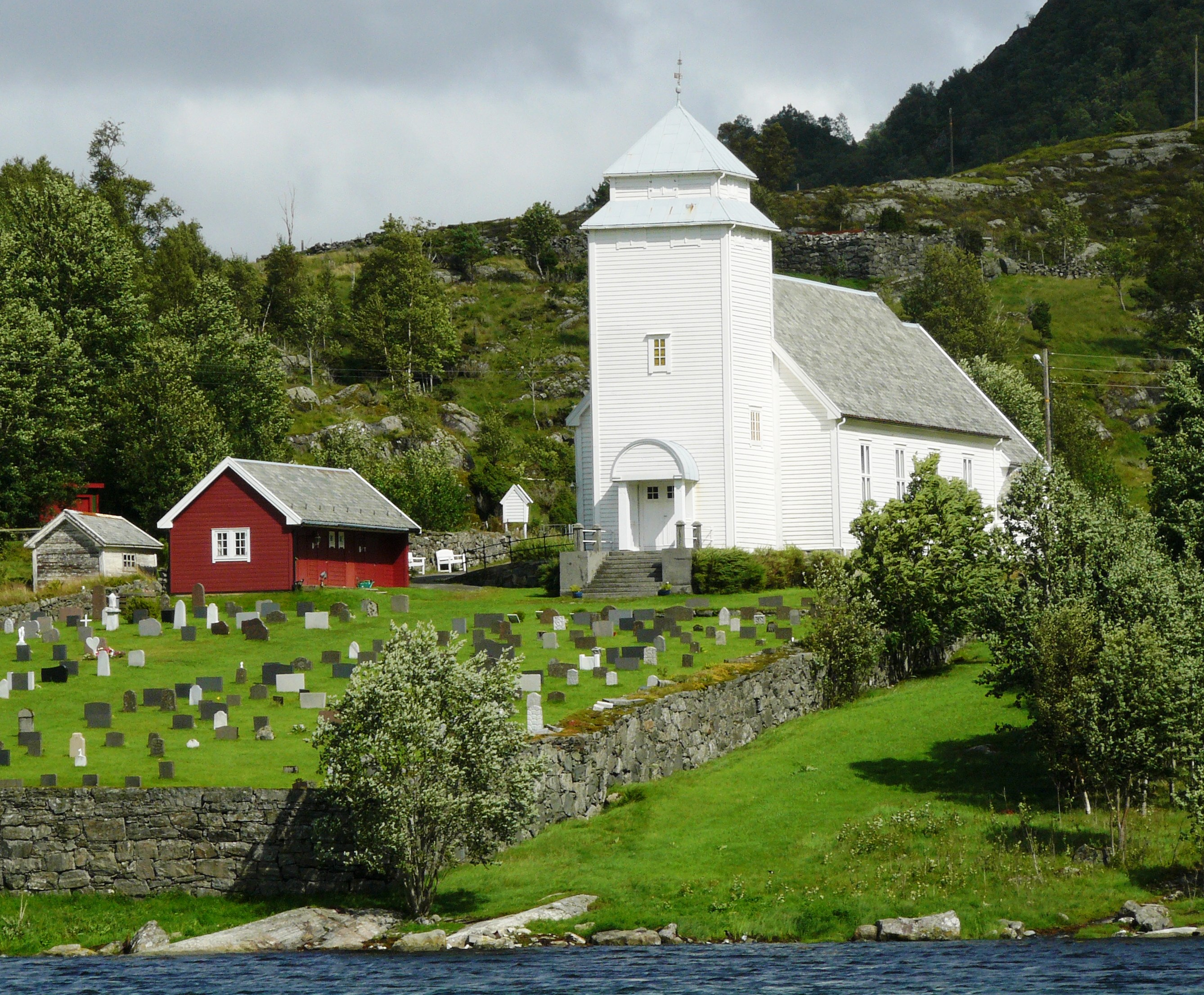
Rugsund Kirche
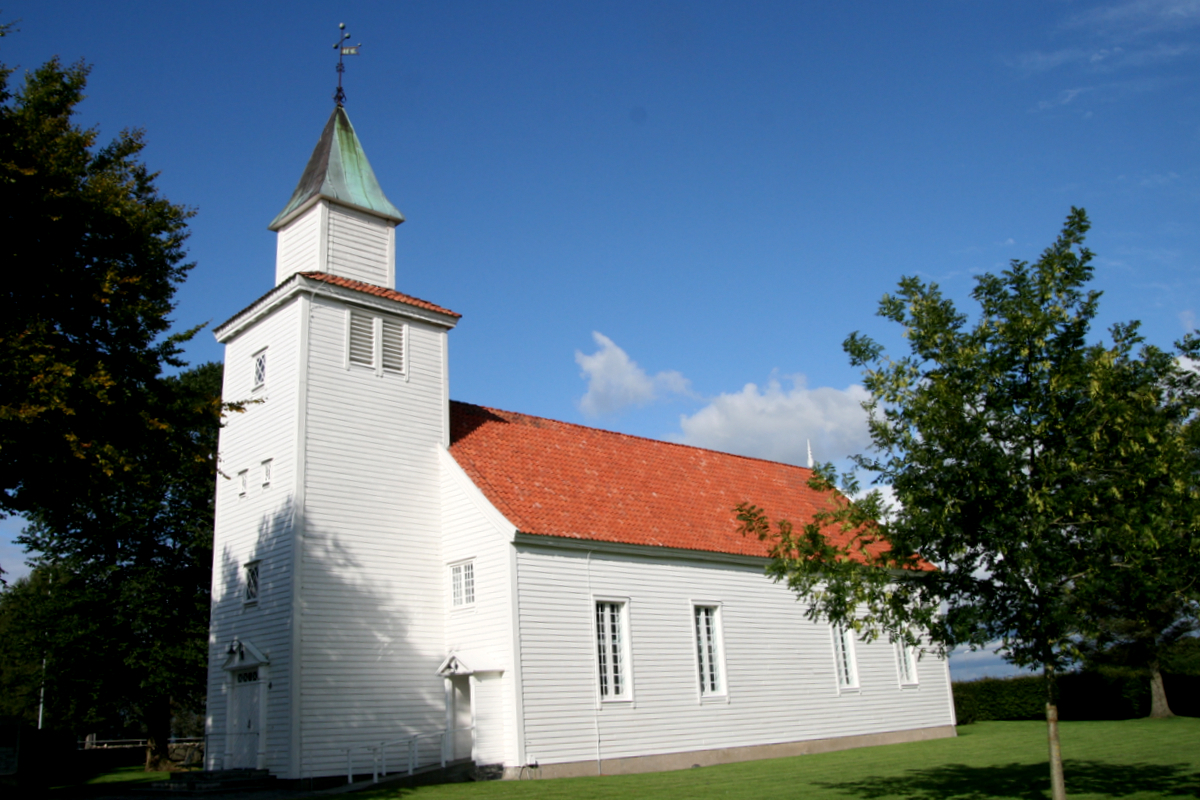
Nærbø gamle Kirche
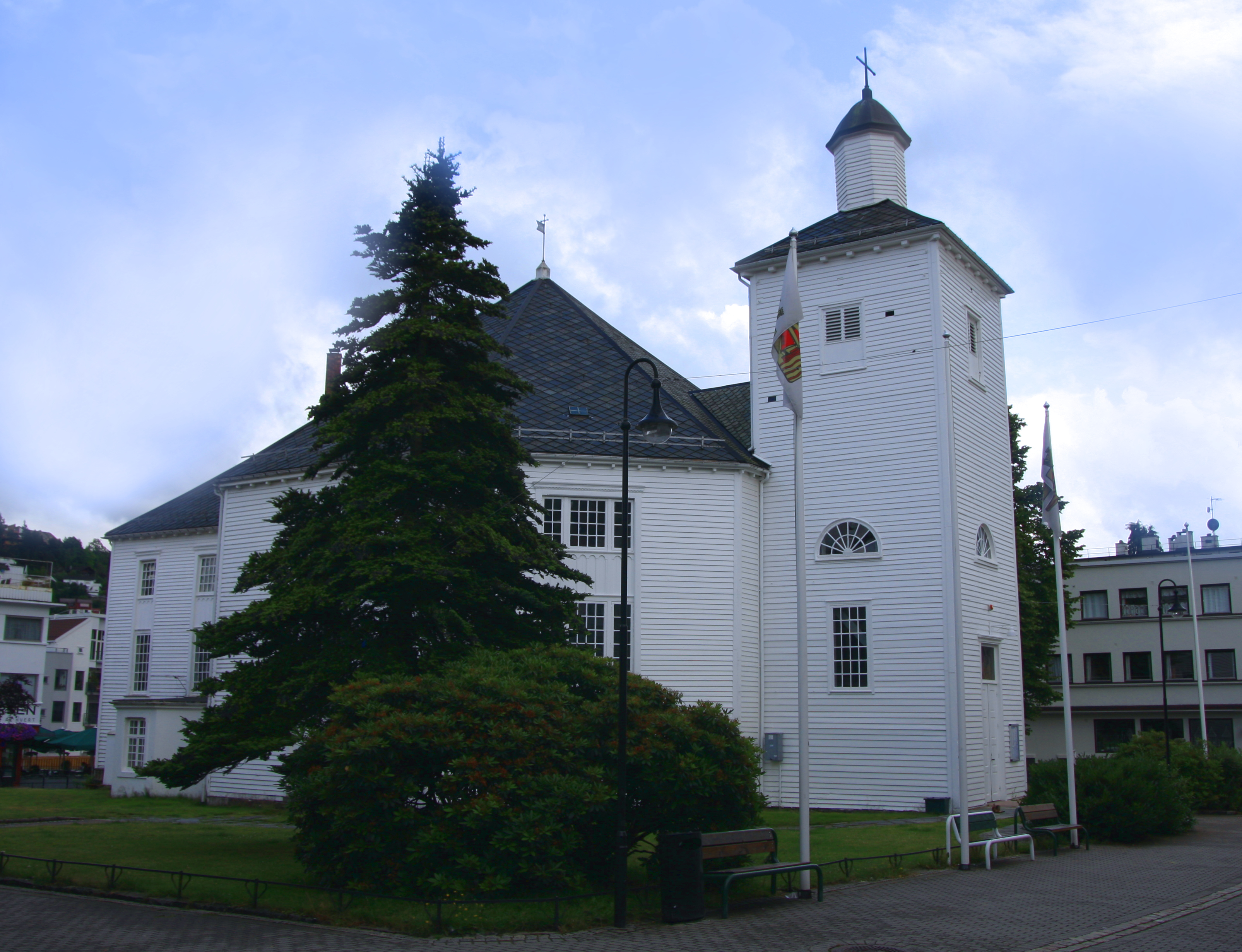
Flekkefjord Kirche
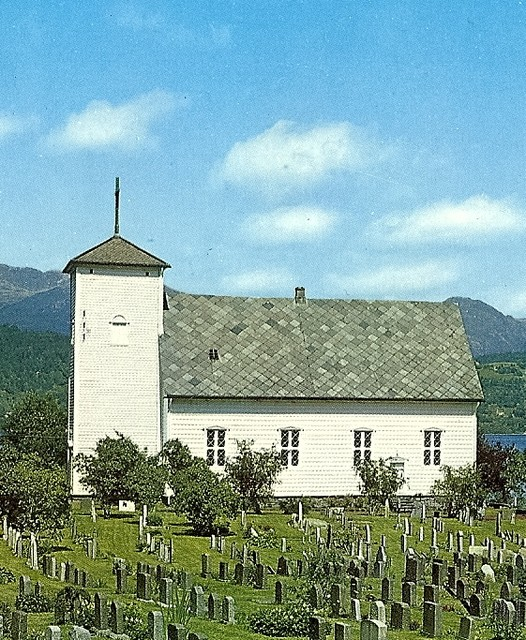
Vikøy Kirche
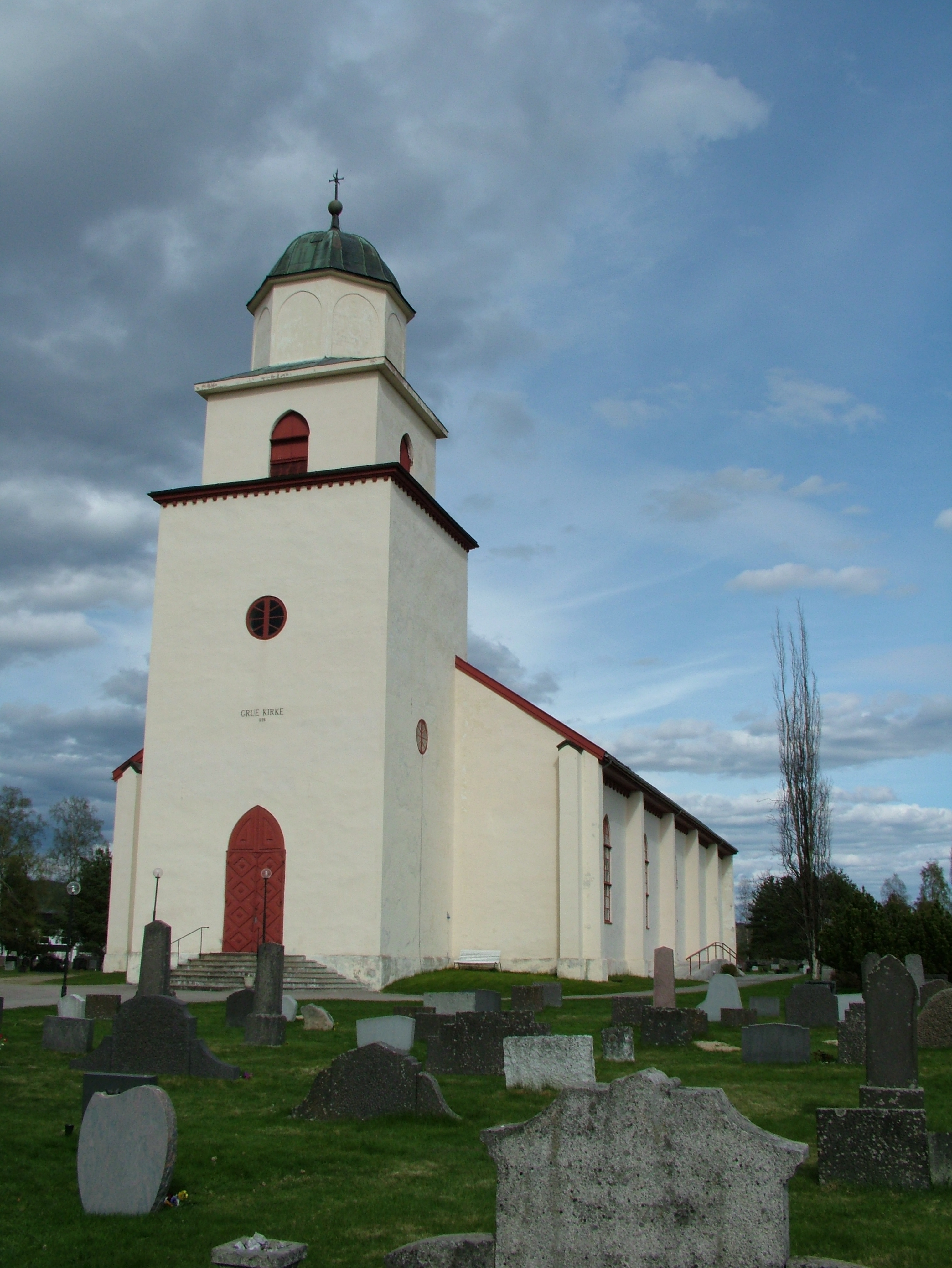
Grue Kirche